# وفاق

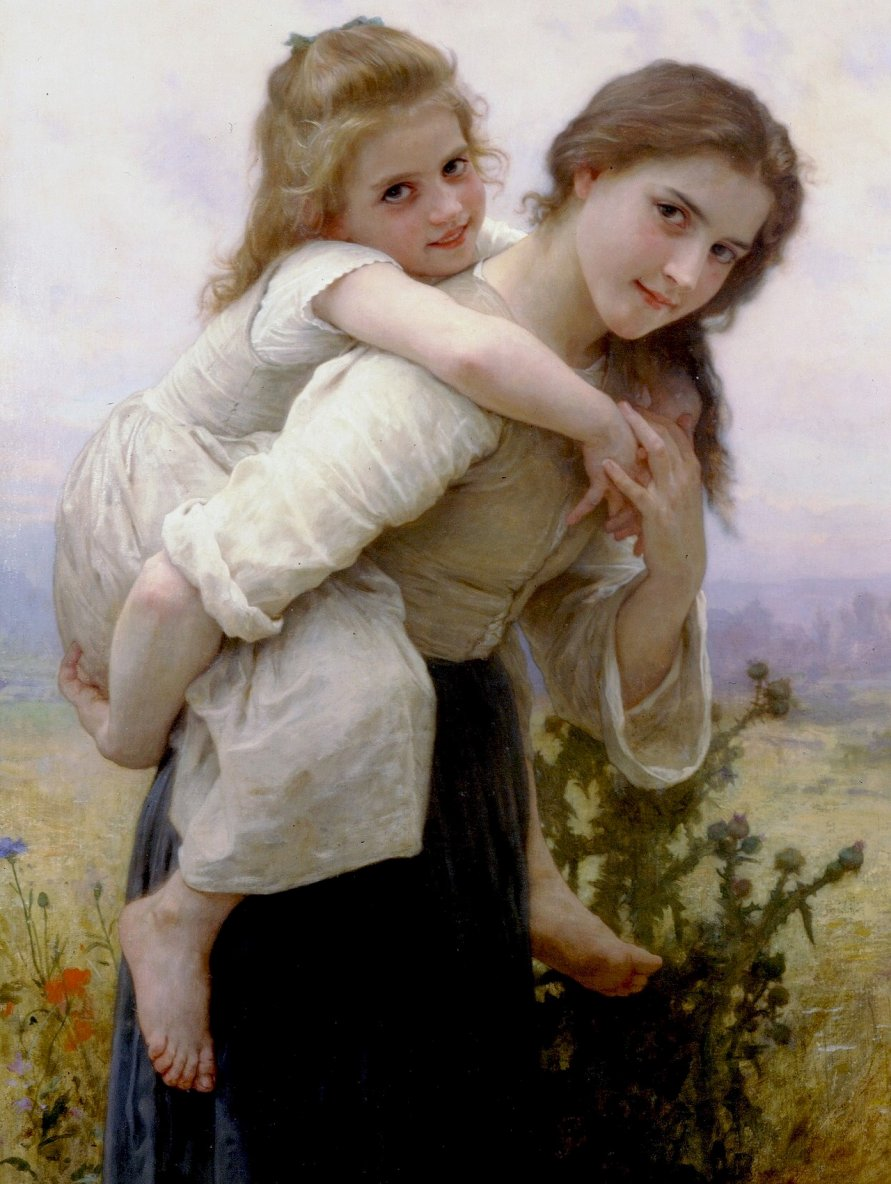

الوفاق هو سمة شخصية تتجلى في الخصائص السلوكية الفردية التي يُنظر إليها على أنها الطيب والتعاطف والتعاون والحميمية واحترام مشاعر الآخرين. وفي علم نفس الشخصية المعاصر، يعد الوفاق واحدًا من عناصر الشخصية الخمسة التي تكون شخصية الإنسان، مما يعكس الفروق الفردية في الـتعاون والتوافق الاجتماعي. ويميل الأشخاص الذين يسجلون درجة عالية في هذا البعد إلى الاعتقاد بأن معظم الناس صادقون ومحترمون وجديرون بالثقة.
ومن يسجلون درجة متدنية من الوفاق عادة ما يكونون أقل اهتمامًا برفاهية الآخرين ويُفيدون بأن لديهم تعاطفًا أقل تجاه الآخرين. ولذلك، ربما لا يكلف هؤلاء الأفراد أنفسهم لمساعدة الآخرين إلا بشكل أقل. وغالبًا ما يتسم الوفاق المتدني بالشكوك حول دوافع الآخرين، مما يؤدي إلى الشك والعدائية. كما يميل من لديهم نسبة وفاق متدنية جدًا إلى أن يكونوا مسيطرين في علاقاتهم الاجتماعية، فهم يميلون أكثر إلى المنافسة عن التعاون.
ويعد الوفاق سمة متفوقة، وهذا يعني أنه تجمع للصفات الفرعية للشخصية والتي تتجمع معًا إحصائيًا. وتتمثل الصفات أو الجوانب ذات المستوى الأقل، مجتمعة تحت الوفاق، في: الثقة والاستقامة والإيثار والامتثال والـعفة والأفق المعطاء.

## معلومات تاريخية

### عوامل كاتل الـ 16 الخاصة بالشخصية
مثل عناصر الشخصية الخمسة كلها، يمكن إرجاع جذور المفهوم الحديث للوفاق لدراسة أجريت عام 1936 من قبل جوردون ألبورت وهنري أودبيرت. وبعد سبع سنوات، نشر رايموند كاتل تحليلاً مجمعًا لآلاف من الكلمات المرتبطة بالشخصية والتي حددها ألبورت وأودبيرت. وقد عملت المجموعات التي تم تحديدها في هذه الدراسة بمثابة الأساس لمحاولات كاتل الأخرى في تحديد عوامل الشخصية الأساسية والعالمية والبشرية. واستقر في النهاية على 16 عاملاً من عوامل تكوين الشخصية من خلال استخدام التحليل العاملي. كما كشفت التحليلات الأخرى للعوامل عن خمسة عوامل عليا أو «عالمية» لتشمل هذه العوامل الـ 16. وبالرغم من تسمية كاتل لأحد العوامل باسم «الاستقلالية»، وهو عامل عالمي يحدده نسبة عالية على عوامل Q1 وهي E وH وL في استبيان الستة عشر عاملاً المكونة للشخصية كان هذا العامل يُعد مصطلحًا سابقًا في وقت مبكر للمفهوم الحديث للوفاق.

### العوامل الخمسة الكبرى
يتم تقييم مدى الوفاق في نموذج العوامل الخمسة للشخصية بشكل عام من خلال مقاييس التقرير الذاتي، بالرغم من إمكانية استخدام تقارير الأقران وملاحظة طرف ثالث أيضًا. ويكون التقرير الذاتي إما معجميًا أو مبنيًا على بيانات. ويتم تحديد أي مقياس من أي نوع ليتم استخدامه عن طريق تقييم الخصائص السيكومترية وقيود الزمان والمكان للبحوث التي يتم إجراؤها.

## كتابات أخرى
Personality and career choices—Study published in the African Journal of Business Management